# Enrique Ros
Enrique Jorge Ros (Buenos Aires, 16 de julio de 1927-?) fue un diplomático argentino.

## Carrera
En 1945 egresó del Colegio Nacional de Buenos Aires. Posteriormente estudió abogacía en la Universidad de Buenos Aires y realizó un doctorado en la Universidad de París.
Se unió al Servicio Exterior Argentino en 1954. A lo largo de su carrera desempeñó funciones en las embajadas ante la OEA, ONU, Países Bajos (encargado de negocios, 1965-1966), Reino Unido y República Popular de China, donde fue ministro plenipotenciario (1972-1975). Dentro de la Cancillería Argentina, desempeñó diversos cargos llegando a ser director de los departamentos de América Central y Caribe (1963), Antártida y Malvinas (1964), América Latina (1971) y Política Exterior (1980-1981).
Durante la dictadura militar autodenominada Proceso de Reorganización Nacional, fue embajador en Israel entre 1976 y 1977. Ese último año fue nombrado representante permanente ante la Organización de las Naciones Unidas en Nueva York, cargo que desempeñó hasta 1980. En marzo de 1981 fue nombrado subsecretario (viceministro) de Relaciones Exteriores de la Nación, cargo que ocupó hasta su renuncia en septiembre de 1982, cuando es nombrado embajador en España.
Durante la guerra de las Malvinas, protagonizó varios internos de negociación con el entonces Secretario General de la ONU, Javier Pérez de Cuéllar, y el gobierno de Estados Unidos. Previo a la guerra, había sido jefe de una delegación negociadora enviada a Nueva York en febrero y marzo de 1982; el cual se trató de uno de los últimos intentos del proceso de negociaciones para la transferencia de soberanía de las islas. Allí, Argentina intentó conformar una comisión permanente de negociación que se reuniría mensualmente durante un año para resolver la disputa de soberanía. Sin embargo, el Reino Unido no llegó a responderla.
Posteriormente, en 1984, fue designado embajador en Japón y concurrente en Vietnam. Dejó el servicio exterior en 1991, regresando posteriormente en 1992 al ser nombrado primer director de la Oficina Comercial y Cultural Argentina en Taiwán. Dejó el cargo en 1993. También ha sido miembro del Consejo Argentino para las Relaciones Internacionales (CARI).